# Souffel
Die Souffel (deutsch Suffel; frz. Rivière la Souffel) ist ein etwa 25,5 km langer linker Zufluss der Ill im Elsass.

## Name
Der Bach wurde im Jahr 1147 als Suvela erstmals schriftlich erwähnt. Der Name könnte sich mit l-Suffix vom althochdeutschen Wort sūf „Brühe, Suppe“ ableiten und als Benennungsmotiv könnte das trübe Flusswasser gedient haben.

## Geographie

### Verlauf
Die Souffel entspringt in der Oberrheinische Tiefebene auf einer Höhe von 197 m nordwestlich von Kuttolsheim und mündet schließlich auf einer Höhe von 134 m nordöstlich von Bischheim in die Ill.

### Zuflüsse
- Haltbach (links), 2,2 km
- Osterbach (Plaetzerbach) (links), 7,3 km
- Musaubach (mit Furdenheimergraben) (rechts), 12,8 km
- Leisbach (Avenheimerbach) (links), 13,6 km